# 学校法人長野日本大学学園
学校法人長野日本大学学園（がっこうほうじんながのにほんだいがくがくえん）とは、1959年に設立された学校法人長野中央学園を前身とする、学校法人日本大学と準付属校提携をしている学校法人。

## 概要
高等学校と中学校を設置・運営しており、いずれも日本大学と準付属提携をしている。また小学校を新規開校し、長期的には小中高一貫教育の導入を構想している。
かつては短期大学も設置していたが、入学者の減少によって廃止された。

## 沿革
- 1959年（昭和34年）1月24日 - 学校法人長野中央学園設立認可。
- 1959年（昭和34年）1月26日 - 長野中央高等学校設置認可。
- 1962年（昭和37年）11月1日 - 日本大学と準付属校提携。
- 1967年（昭和42年） - 長野経済短期大学開設。
- 1988年（昭和63年）4月1日 - 長野中央高等学校、長野日本大学高等学校と校名変更。
- 2000年（平成12年）10月18日 - 長野日本大学学園に法人名変更。
- 2004年（平成16年）4月5日 - 長野日本大学中学校開設。
- 2008年（平成20年） - 長野経済短期大学、募集停止。
- 2009年（平成21年） - 長野経済短期大学、廃止。
- 2011年（平成23年） - 長野小学校を開校。
- 2018年（平成30年） - 長野小学校、長野日本大学小学校と校名変更。

## 設置校
- 長野日本大学中学校・高等学校（日本大学準付属校）
- 長野日本大学小学校（2011年4月開校）
- あかしや幼稚園 [1]

## 廃止校
- 短期大学
  - 長野経済短期大学（2008年募集停止）